# 1962 год в кино

## Фильмы

### Мировое кино
- «Ангел-истребитель»/El Angel Exterminador, Мексика (реж. Луис Бунюэль и Жаклин Андере)
- «Бокаччо-70»/Boccaccio '70, Италия (режиссёр Федерико Феллини)
- «Взлётная полоса»/La Jetée, Франция (реж. Крис Маркер)
- «День триффидов»/Day of the Triffids, Великобритания (реж. Стив Секели)
- «Доктор Но»/Dr.No, Великобритания (реж. Теренс Янг)
- «Дьявол и десять заповедей»/Le Diable Et Les Dix Commandements, Франция (реж. Жюльен Дювивье)
- «Жить своей жизнью»/Vivre sa vie: Film en douze tableaux, Франция (реж. Жан-Люк Годар)
- «Жюль и Джим»/Jules et Jim, Франция (реж. Франсуа Трюффо)
- «Затмение»/L' Eclisse, Италия (реж. Микеланджело Антониони)
- «Имперская Венера»/Venere Imperiale, Франция (реж. Жан Деланнуа)
- «Исполнитель обета»/O Pagador de Promessas, Бразилия (реж. Ансельму Дуарте)
- «Истории ужаса»/Tales of Terror, США (реж. Роджер Корман)
- «Как был завоёван Запад»/How the West Was Won, США (реж. Джон Форд, Генри Хэтэуэй, Джордж Маршалл, Ричард Торп)
- «Лолита»/Lolita, США-Великобритания (реж. Стэнли Кубрик)
- «Лоуренс Аравийский»/Lawrence Of Arabia, Великобритания (реж. Дэвид Лин)
- «Любовь со многими если»/L’Amour avec des si, Франция (реж. Клод Лелуш)
- «Мама Рома»/Mamma Roma, Италия (реж. Пьер Паоло Пазолини)
- «Млекопитающие»/Ssaki, Польша (реж. Роман Поланский)
- «Мыс страха»/Cape Fear, США (реж. Джей Ли Томпсон)
- «Мятеж на „Баунти“»/Mutiny On The Bounty, США (реж. Льюис Майлстоун)
- «Нож в воде»/Nóz w wodzie, Польша (реж. Роман Поланский)
- «Обезьяна зимой»/Un singe en hiver, Франция (реж. Анри Вернёй)
- «Одиночество бегуна на длинные дистанции»/Loneliness Of The Long Distance Runner, Великобритания (реж. Тони Ричардсон)
- «Отважный самурай»/椿三十郎, Япония (реж. Акира Куросава)
- «Парижские тайны»/Les Mysteres De Paris, Франция-Италия (реж. Андрэ Юнебель)
- «Преступление не выгодно»/Le crime ne paie pas, Франция (реж. Жерар Ури)
- «Призрак Оперы»/The Phantom of the Opera, Великобритания (реж. Теренс Фишер)
- «Причастие»/Nattvardsgästerna, Швеция (реж. Ингмар Бергман)
- «Процесс»/Le Procès / The Trial, Франция-Италия-ФРГ-Югославия (реж. Орсон Уэллс)
- «Семейная хроника»/Cronaca familiare, Италия-Франция (реж. Валерио Дзурлини)
- «Сибирская леди Макбет»/Sibirska Ledi Magbet, Югославия-Польша (реж. Анджей Вайда)
- «Скачи по высокогорью»/Ride the High Country, США (реж. Сэм Пекинпа)
- «Стукач»/Le Doulos, Франция-Италия (реж. Жан-Пьер Мельвиль)
- «Убить пересмешника»/To Kill a Mockingbird, США (реж. Роберт Маллиган)
- «Харакири»/切腹, Япония (реж. Масаки Кобаяси)
- «Человек, который застрелил Либерти Вэланса»/The Man Who Shot Liberty Valance, США (реж. Джон Форд)
- «Четыре всадника Апокалипсиса»/Four Horsemen Of The Apocalypse, США (реж. Винсент Миннелли)
- «Что случилось с Бэби Джейн?»/What Ever Happened to Baby Jane?, США (реж. Роберт Олдрич)
- «Что-то должно случиться»/Something’s Got to Give, США (реж. Джордж Кьюкор)

### Советское кино

#### Фильмы Азербайджанской ССР
- Великая опора (реж. Абиб Исмайлов)
- Телефонистка (реж. Гасан Сеидбейли)

#### Фильмы БССР
- «Мост»
- «Стальная колыбель»
- «Улица младшего сына», (реж. Лев Голуб)

#### Фильмы Грузинской ССР
- «Алавердоба», (реж. Георгий Шенгелая)

#### Фильмы Молдавской ССР
- Армагеддон (реж. Михаил Израилев).

#### Фильмы РСФСР
- «Без страха и упрёка», (реж. Александр Митта)
- «Гусарская баллада», (реж. Эльдар Рязанов)
- «Деловые люди», (реж. Леонид Гайдай)
- «Дикая собака Динго», (реж. Юлий Карасик)
- «Иваново детство», (реж. Андрей Тарковский)
- «Коллеги», (реж. Алексей Сахаров)
- «Мой младший брат», (реж. Александр Зархи)
- «На семи ветрах», (реж. Станислав Ростоцкий)
- «После свадьбы», (реж. Михаил Ершов)
- «Путь к причалу», (реж. Георгий Данелия)
- «Семь нянек», (реж. Ролан Быков)
- «Третий тайм», (реж. Евгений Карелов)
- «Увольнение на берег», (реж. Феликс Миронер)
- «Яблоко раздора», (реж. Валентин Плучек)

#### Фильмы совместных производителей

##### Двух и более стран
- Люди и звери (р/п. Сергей Герасимов).

#### Фильмы УССР
- Ехали мы, ехали (р/п. Юрий Тимошенко и Ефим Берёзин).
- Королева бензоколонки (р/п. Алексей Мишурин и Николай Литус).
- Никогда (р/п. Владимир Дьяченко и Пётр Тодоровский).
- Цветок на камне (р/п. Сергей Параджанов).

### Киножурналы
- Фитиль

### Телесериалы

#### Латиноамериканские телесериалы

##### Мексика
- Сумрак

## Награды
- «Иваново детство» (режиссёр Андрей Тарковский) — Главный приз Венецианского кинофестиваля

## Лидеры проката
- «Человек-амфибия», (режиссёр Геннадий Казанский и Владимир Чеботарёв) — 1 место, 65 500 000 зрителей
- «Гусарская баллада», (режиссёр Эльдар Рязанов) — 2 место, 48 640 000 зрителей
- «Люди и звери», (режиссёр Сергей Герасимов) — 3 место, 40 330 000+37 900 000 зрителей
- «Девчата», (режиссёр Юрий Чулюкин) — 5 место, 34 800 000 зрителей
- «Среди добрых людей», (режиссёр Анатолий Буковский и Евгений Брюнчугин) — 8 место, 30 100 000 зрителей

## Персоналии

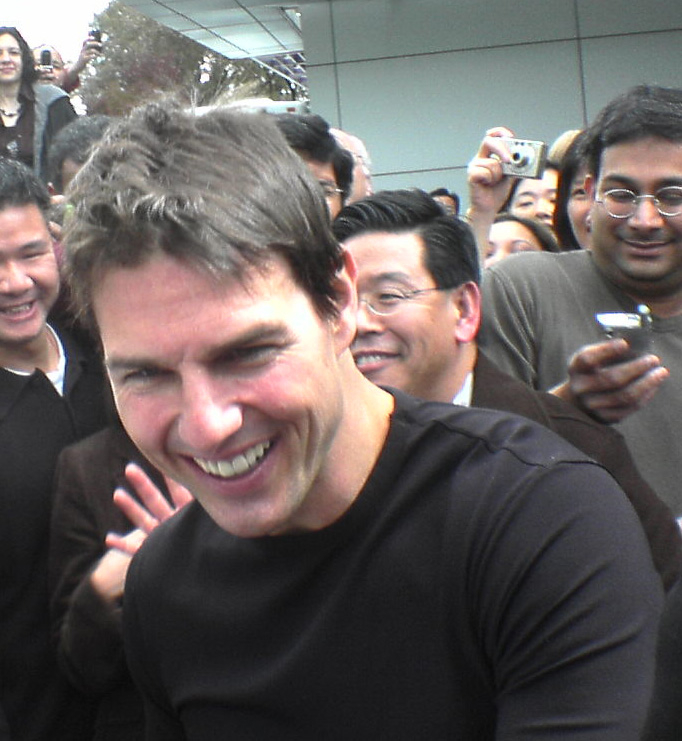
Том Круз

### Родились
- 17 января — Джим Керри — канадо-американский актёр, комик, сценарист и продюсер.
- 22 января — Чхве Мин Сик — южнокорейский актёр.
- 23 января — Ричард Роксбург — австралийский актёр.
- 5 февраля — Дженнифер Джейсон Ли — американская актриса, сценарист и продюсер.
- 27 февраля — Адам Болдуин — американский актёр.
- 20 марта — Стивен Соммерс — американский сценарист, режиссёр, продюсер и актёр.
- 21 марта — Мэттью Бродерик — американский актёр театра и кино, режиссёр.
- 25 марта — Марсия Кросс — американская телевизионная актриса.
- 2 апреля — Кларк Грегг — американский актёр, режиссёр и сценарист.
- 23 апреля — Джон Ханна — шотландский актёр.
- 8 мая — Валерий Тодоровский — российский продюсер, сценарист и кинорежиссёр.
- 12 мая — Эмилио Эстевес — американский киноактёр, сценарист и режиссёр.
- 18 мая — Карел Роден — чешский актёр театра и кино.
- 20 мая — Александр Дедюшко — российский актёр театра и кино.
- 21 мая — Олег Фомин — советский, российский актёр и режиссёр кино, телевидения и театра.
- 25 мая — Бобкэт Голдтуэйт — американский актёр, комик, сценарист, кино- и телевизионный режиссёр.
- 28 мая — Андрей Панин — советский и российский актёр театра и кино.
- 28 мая — Джеймс Майкл Тайлер — американский актёр.
- 10 июня — Джина Гершон — американская актриса.
- 16 июня — Арнольд Вослу — южноафриканский актёр.
- 22 июня — Стивен Чоу — гонконгский комедийный актёр, сценарист, режиссёр и продюсер.
- 27 июня — Тони Люн Чу Вай — гонконгский актёр.
- 3 июля — Том Круз — американский актёр, режиссёр, продюсер, сценарист.
- 22 июля — Роман Мадянов — советский и российский актёр театра и кино.
- 31 июля — Уэсли Снайпс — американский актёр.
- 6 августа — Мишель Йео — малайзийская актриса.
- 13 августа — Андрей Соколов — советский, российский актёр театра и кино, режиссёр театра и кино, сценарист, продюсер.
- 15 августа — Дэвид Зейес — американский театральный, телевизионный и киноактёр пуэрто-риканского происхождения.
- 16 августа — Стив Карелл — американский актёр, комик, продюсер и сценарист.
- 20 августа — Джеймс Марстерс — американский теле- и киноактёр, актёр театра.
- 28 августа — Дэвид Финчер — американский кинорежиссёр.
- 8 сентября — Томас Кречманн — немецкий актёр.
- 12 сентября — Эми Ясбек — американская актриса.
- 17 сентября — Баз Лурман — австралийский режиссёр, сценарист, актёр и продюсер.
- 11 октября — Джоан Кьюсак — американская актриса.
- 13 октября — Келли Престон — американская актриса.
- 22 октября — Боб Оденкёрк — американский актёр кино и телевидения, сценарист, продюсер и режиссёр.
- 26 октября — Кэри Элвес — английский актёр.
- 11 ноября — Деми Мур — американская актриса.
- 8 декабря — Елена Валюшкина — советская и российская актриса театра и кино.
- 19 ноября — Джоди Фостер — американская актриса.
- 9 декабря — Фелисити Хаффман — американская актриса.
- 22 декабря — Рэйф Файнс — британский актёр, кинорежиссёр.

### Скончались
- 11 апреля — Майкл Кёртис — американский режиссёр.
- 19 июня — Фрэнк Борзейги — американский кинорежиссёр и актёр.
- 24 июня — Люсиль Уотсон — канадская актриса.
- 5 августа — Мэрилин Монро — американская киноактриса.
- 19 сентября — Николай Погодин — советский сценарист и драматург.
- 5 октября — Тод Браунинг — американский кинорежиссёр, актёр и сценарист, один из основоположников жанра фильмов ужасов.
- 26 октября — Луиз Биверс — американская актриса.
- 15 декабря — Чарльз Лоутон — английский и американский актёр и режиссёр.
- 17 декабря — Томас Митчелл — американский актёр, драматург и сценарист.